# Ремнёв, Анатолий Викторович
Анато́лий Ви́кторович Ремнёв (30 июля 1955 — 24 января 2012) — советский и российский историк. Доктор исторических наук, профессор.

## Биография
Родился в семье служащих (отец — учитель истории, мать — заведующая школьной библиотекой). После окончания средней школы 3 года служил на флоте, на Дальнем Востоке.
В 1977 году поступил на исторический факультет Омского университета. Окончив второй курс на «отлично», был направлен для дальнейшего обучения в Ленинградский государственный университет. Окончив в 1982 году с отличием исторический факультет ЛГУ, в течение года работал там же при кафедре истории СССР в качестве стажёра-исследователя; в 1983—1986 годы учился в аспирантуре.
С 1986 года преподавал на кафедре дореволюционной отечественной истории Омского государственного университета: ассистент, старший преподаватель (1989—1991), доцент (с 1991). Одновременно в 1990—1992 — заместитель декана исторического факультета, в 1996—2002 — проректор Омского университета по научной работе. В 1998—2012 — профессор кафедры дореволюционной отечественной истории и документоведения исторического факультета, а также профессор кафедры теории и истории государства и права юридического факультета Омского университета. В 1998—1999 годы заведовал кафедрой социологии, политологии и регионоведения исторического факультета Омского университета.
Состоял членом общественного совета Архивного управления Администрации Омской области, членом Общественной палаты Омской области (с 2008, председатель комиссии по науке и образованию).
Похоронен на Западном кладбище Омска.

## Детство
Имя Анатолия Викторовича Ремнева- выпускника нашей школы, занесено в книгу «Знатные люди Колосовского района». «…Родился в с. Строкино. Закончил Бражниковскую среднюю школу..». И нигде не упоминается о его корсинском детстве, о том, что с 1 по 8 класс он учился в нашей, Корсинской, школе, а с 4 до 17 лет, то есть почти все детство и беззаботную юность жил в нашем селе. И возможно, именно здесь, на малой Родине, была заложена его страсть к чтению и умение вдумываться в прочитанное, анализировать, делать выводы, именно здесь сформировалось мировоззрение будущего ученого.
С ранних лет он сидел за школьной партой, так как в селе Корсино не было детсада, а родители были учителями и брали его с собой на работу. Он рассматривал книги, картинки с животными, рисовал.
В начальных классах свои рисунки, связанные с космосом, отправлял на конкурс, в журнал «Мурзилка», откуда пришла благодарность. Переписывался даже и с Ю. А. Гагариным — имя гремело на весь мир — в 1962—1963 гг. Толик — так называли его друзья и учителя — не только хорошо рисовал, но и хорошо пел. Был хорошим другом — дружили вместе четверо мальчишек на протяжении десяти школьных лет. Вместе ходили в походы с ночевкой, вместе ловили рыбу и купались на реке Оше, гоняли футбол, вместе катались на лыжах. Отличался от одноклассников большой страстью к чтению ". Читая о спартанцах, с детства воспитывал в себе спартанский дух: спал на полу, на матраце, не укрываясь, делал зарядку, закалялся.
Во время учёбы в Корсинской школе был удостоен поездкой во Всесоюзный лагерь «Орленок». В средних и в старших классах стал менее активным, как и многие мальчишки, учился старательно, но не лучше всех, в соревнованиях и художественной самодеятельности не участвовал. Сильнее углубился в чтение, все свободное время проводил за книгами, на уроках охотно делился прочитанным. Обыкновенный деревенский мальчик, выросший в обыкновенном деревенском доме на живописном берегу реки Оши — главного притока Иртыша, где он побывал незадолго до своей смерти.
Представить картины детства ученого нам помогли его одноклассники Притыко Татьяна Анатольевна, Алымов Николай Афанасьевич- друг детства, а также первая учительница и классный руководитель А.Ремнева с 1 по 8 класс, Заслуженный учитель школы РФ, Скатова Клавдия Николаевна, его учитель литературы и русского языка, тоже Заслуженный учитель школы РФ, Фомина Раиса Афанасьевна.
Три года в морфлоте тоже не прошли даром: в свободное время читал книги и изучал иностранные языки.
Вот выдержка из письма бывшей студентки А. В. Ремнева — Алексеевой Олеси, выпускницы нашей школы 2005 года. «Не удивительно, что до поступления в ОмГУ им. Ф. М. Достоевского, как и все бывшие и нынешние ученики Корсинской школы, много слышала об Анатолии Викторовиче Ремневе. Представьте, каково было мое удивление, тогда ещё студентки 1 курса, когда в расписании, напротив предмета „ История России“, увидела знакомую фамилию. Так, благодаря счастливому стечению обстоятельств, удалось лично познакомиться со знаменитым земляком.
Увлечённый, с великолепным чувством юмора, добрый и невероятно мудрый — таким я запомнила Анатолия Викторовича. Признаюсь, его лекции были запоминающимися. А все потому, что к своему предмету Ремнев никогда не относился равнодушно и своим студентам такого не позволял. К каждой практической работе мы готовились основательно. В этом была магия…, магия обаяния Анатолия Викторовича. Не удивительно, что историю России наша группа, а это больше 30 человек, сдала на „отлично“ и „хорошо“. Без единой пересдачи.
Заслуга Ремнева не только в его научных работах. На мой взгляд, главное его достижение в том, что любовь к своему предмету он смог привить тысячам студентов. А значит, дело Ремнева живёт. Живёт не только в его бывших студентах, но и в учениках Корсинской школы, которые вдохновившись примером знаменитого земляка, занимаются исследованием своего родного края».

### Семья
Жена — Екатерина Витальевна Ремнёва (род. 1958), кандидат биологических наук, доцент кафедры биологии Омского государственного педагогического университета.
Сын — Павел (род. 1985), кандидат исторических наук, тележурналист. Сын — Михаил (род. 1992).
Исследование выполнила ученица Корсинской школы: Смыковская Арина
Научный руководитель: Щелыгина Светлана Алексеевна

## Научная деятельность
В 1986 году защитил кандидатскую диссертацию «Комитет министров в системе высших государственных учреждений царской России (1860—1906 гг.)» по специальности «История СССР» (научный руководитель — академик Б. В. Ананьич). В 1997 году в Санкт-Петербургском филиале Института российской истории РАН защитил докторскую диссертацию «Административная политика самодержавия в Сибири в XIX — начале XX вв.».
С 1997 года — член-корреспондент, с 1999 — академик общественной Академии гуманитарных наук. Действительный член Русского географического общества (с 1997).
Основные направления исследований:
- история государственного управления России XIX — начала XX века[1];
- административная политика в Сибири, на Дальнем Востоке и в Казахстане[1];
- имперская политика и региональные процессы в России в XIX — начале XX века[1];
- миграционная политика в геополитическом и национальном контексте Азиатской России.

Основные достижения:
- изучена эволюция правительственных представлений о роли и месте сибирского региона в Российском государстве,
- изучены управленческие аспекты сибирского варианта проблемы взаимодействия центра и региона,
- скорректировано понимание значения сибирской генерал-губернаторской и губернаторской власти в административной иерархии,
- выявлены общие принципы и динамика территориальной организации управления Сибири, причины и этапы перестройки административных границ внутри региона,
- определена специфика институционального устройства центральных и местных государственных органов, их взаимодействие и функциональная эволюция[1].

Был руководителем (соруководителем) международных и российских исследовательских проектов, в числе которых:
- межрегиональный семинар «Российская империя XIX — начала XX в. в региональном измерении» (Владимир, Сестрорецк, Ярославль, 1996—1997);
- международный проект «Империя и регион: российский вариант» (Нью-Йорк, Омск, Самара, 1997—2002);
- междисциплинарный научный проект «Власть и общество в политическом и этноконфессиональном пространстве России: история и современность» (Москва, Санкт-Петербург, 2000);
- международные летние школы (Саратов, Львов, 2002—2006)[3].

Состоял членом научного совета Омского историко-краеведческого музея, членом учёного совета Омского университета (1996—2007). Главный редактор журнала «Вестник Омского университета»; член редакционного совета международного журнала «Ab imperio», журналов «Омский краевед», «Научный вестник Омской академии МВД России», интернет-журнала «Сибирская Заимка»; член редколлегии сборника «Исторический ежегодник»; заместитель главного редактора «Энциклопедии Омской области» (2008—2009). Входил в состав диссертационных советов при Омском государственном университете им. Ф. М. Достоевского, Омском государственном педагогическом университете, Омской юридической академии МВД.
Автор более 400 научных и учебно-методических работ, в том числе 14 монографий. Подготовил одного доктора и 10 кандидатов наук.

## Преподавательская деятельность
Читал базовые лекционные курсы по отечественной истории, истории государства и права России.
Читал лекционные курсы в других вузах:
- спецкурс «Сибирь и Дальний Восток в Российской империи XIX — начала XX вв.» (Тюменский, Новосибирский, Иркутский, Саратовский и Сахалинский университеты, 2002—2003),
- цикл лекций на семинаре-мастерской «Этномиграционные процессы и становление диаспор в Азиатской России: история и современность» (Иркутск),
- серия лекций по истории Азиатской России (Красноярск)[3].

Приглашённый профессор Колумбийского университета (Нью-Йорк, 2007), Центра славянских исследований университета Хоккайдо (Япония, 2007—2008).

## Награды и признание
- Почётный работник высшего профессионального образования Российской Федерации (2004)[10].
- Почётная грамота Администрации Омской области (1999)[5][10].